# Lou Whitaker
Louis Rodman Whitaker (Brooklyn, Nueva York, 12 de mayo de 1957), más conocido como Lou Whitaker, es un exjugador profesional estadounidense de béisbol que se desempeñó en la posición de segunda base en las Grandes Ligas de Béisbol (MLB). Logró obtener tres Guantes de Oro.

## Carrera
Whitaker jugó como profesional 19 temporadas en Detroit Tigers (1977-1995), equipo en el que se retiró.

## Premios
Fue galardonado con el Guante de Oro en tres oportunidades (1983, 1984 y 1985).